# Chinesische Nationalspiele 2017/Badminton
Bei den Chinesischen Nationalspielen 2017 wurden vom 30. August bis zum 8. September 2017 in Tianjin im Badminton fünf Einzel- und zwei Teamwettbewerbe ausgetragen.

## Sieger und Platzierte
| Disziplin    | Gold | Silber | Bronze |
| ------------ | --- | --- | --- |
| Herreneinzel | Lin Dan (Peking) | Shi Yuqi (Jiangsu) | Lu Guangzu (Jiangsu) |
| Dameneinzel  | Chen Yufei (Zhejiang) | Wang Shixian (Jiangsu) | He Bingjiao (Jiangsu)                                                                                                   |
| Herrendoppel | Wang Yilu (Zhejiang) Liu Cheng (Fujian)                                                                                     | Hong Wei (Fujian) Chai Biao (Hunan)                                                                                       | Wang Sijie (Zhejiang) Zheng Siwei (Zhejiang)                                                                            |
| Damendoppel  | Luo Ying (Shandong) Luo Yu (Shandong)                                                                                       | Jia Yifan (Hunan) Chen Qingchen (Guangdong)                                                                               | Bao Yixin (Hunan) Tang Jinhua (Jiangsu)                                                                                 |
| Mixed        | Zheng Siwei (Zhejiang) Chen Qingchen (Guangdong)                                                                            | Lu Kai (Guangxi) Huang Yaqiong (Zhejiang)                                                                                 | Xu Chen (Jiangsu) Tang Jinhua (Jiangsu)                                                                                 |
| Herrenteam   | Peking Liu Yuchen Zhang Nan Yan Runze Yao Zhidi Qiao Bin Yu Xiaoyu Bao Zilong Du Pengyu Lin Dan Qi Shuangshuang             | Fujian Zhang Qi Huang Kaixiang He Jiting Han Chengkai Weng Hongyang Chen Long Hong Wei Liu Cheng Tian Houwei Liu Xiaolong | Jiangsu Song Ziwei Cai Ruiqing Ren Zhijun Xu Yiming Zhang Sijie Shi Yuqi Bai Yupeng Lu Guangzu Xu Chen Kang Jun         |
| Damenteam    | Jiangsu Dong Yourong Sun Xiaoli Hui Xirui He Bingjiao Cheng Shu Wang Shixian Gao Fangjie Zhou Shunqi Xia Yuting Tang Jinhua | Hubei Fang Aixian Lin Yingshiyu Wang Zhiyi Su Xiaoying Li Wenmei Wang Xiaoli Zhao Yunlei Hua Xiaobei Du Yue Li Yinhui     | Zhejiang Huang Yaqiong Du Peng Pan Lu Shao Jingjing Ling Ziqiao Xu Yingchao Pan Beibei Wang Xinyuan Chen Yufei Ni Bowen |